# Beilschmiedia crassipes
Beilschmiedia crassipes là loài thực vật có hoa trong họ Nguyệt quế. Loài này được (Engl. & K.Krause) Robyns & R.Wilczek miêu tả khoa học đầu tiên năm 1950.